# Општина Суплак (Муреш)
Суплак (рум. Suplac) општина је у Румунији у округу Муреш.
Oпштина се налази на надморској висини од 305 m.